# Milan Foot-Ball and Cricket Club 1905-1906
Questa voce raccoglie le informazioni riguardanti il Milan Foot-Ball and Cricket Club nelle competizioni ufficiali della stagione 1905-1906.

## Stagione

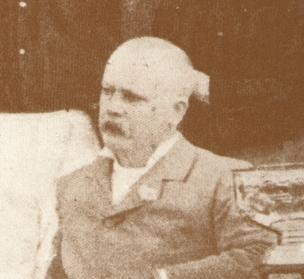
Alfred Edwards, primo presidente del Milan. Resse le redini della società rossonera dal 1899 al 1909

Questa stagione inizia con il cambio del campo di gioco. I rossoneri si trasferirono dal Campo Acquabella al Campo Milan di Porta Monforte. Inoltre, si riduce la presenza di giocatori inglesi a favore degli atleti italiani: l'unico britannico presente il rosa è Herbert Kilpin. Nel contempo cessa l'attività della sezione di cricket a fronte del mantenimento della denominazione storica di "Milan Foot-Ball and Cricket Club".
Il Milan in questa stagione si aggiudica il secondo scudetto della sua storia, a cui si aggiunge la vittoria in Palla Dapples, un torneo avente un'importanza paragonabile a quella del campionato. A questi trionfi si aggiunge anche la vittoria della squadra riserve nel campionato di Seconda Categoria.

## Divise
La divisa è una camicia a maniche lunghe e strisce verticali sottili della stessa dimensione, rosse e nere, stemma di Milano sul petto (croce rossa su sfondo bianco), calzoncini bianchi e calzettoni neri.
| Manica sinistra · Manica sinistra · Maglietta · Maglietta · Manica destra · Manica destra · Pantaloncini · Calzettoni |

## Organigramma societario
Area direttiva
- Presidente: Alfred Edwards
- Vice presidente: Edward Nathan Berra
- Segretario: Cesare Stabilini

Area tecnica
- Allenatore: Herbert Kilpin

## Rosa
| N. |                        | Ruolo | Calciatore            |
| -- | ---------------------- | ----- | --------------------- |
|    | Paesi Bassi (bandiera) | P     | François Menno Knoote |
|    | Italia (bandiera)      | P     | Gerolamo Radice       |
|    | Italia (bandiera)      | P     | Attilio Trerè         |
|    | Inghilterra (bandiera) | D     | Herbert Kilpin        |
|    | Italia (bandiera)      | D     | Andrea Meschia        |
|    | Italia (bandiera)      | D     | Guido Moda            |
|    | Italia (bandiera)      | D     | Attilio Colombo       |
|    | Svizzera (bandiera)    | C     | Alfred Bosshard       |
|    | Italia (bandiera)      | C     | Giuseppe Camperio     |
|    | Italia (bandiera)      | C     | Giulio Ermolli        |

| N. |                     | Ruolo | Calciatore           |
| -- | ------------------- | ----- | -------------------- |
|    | Svizzera (bandiera) | C     | Oscar Joseph Giger   |
|    | Germania (bandiera) | C     | Hans Mayer Heuberger |
|    | Italia (bandiera)   | C     | Giuseppe Rizzi       |
|    | Italia (bandiera)   | A     | Guerriero Colombo    |
|    | Italia (bandiera)   | A     | Umberto Malvano      |
|    | Italia (bandiera)   | A     | Guido Pedroni        |
|    | Italia (bandiera)   | A     | Antonio Sala         |
|    | Italia (bandiera)   | A     | Alessandro Trerè     |
|    | Svizzera (bandiera) | A     | Ernst Widmer         |

## Calciomercato
| Acquisti | Acquisti              | Acquisti  | Acquisti   |
| R.       | Nome                  | da        | Modalità   |
| -------- | --------------------- | --------- | ---------- |
| P        | François Menno Knoote |           | svincolato |
| P        | Attilio Trerè         | Sempione  | definitivo |
| C        | Alfred Bosshard       | San Gallo | definitivo |
| C        | Oscar Joseph Giger    | San Gallo | definitivo |
| A        | Umberto Malvano       |           | svincolato |
| A        | Ernst Widmer          | San Gallo | definitivo |

| Cessioni | Cessioni            | Cessioni | Cessioni      |
| R.       | Nome                | a        | Modalità      |
| -------- | ------------------- | -------- | ------------- |
| P        | Giulio Cederna      |          | fine carriera |
| P        | Attilio Firpi       |          | fine carriera |
| D        | Hans Heinrich Suter |          | fine carriera |
| C        | Daniele Angeloni    |          | fine carriera |
| C        | Luigi Bianchi       |          | fine carriera |

## Risultati

### Prima Categoria

#### Eliminatoria lombarda
| Arbitro: | Bosisio (Milano) |

|                                  |           |                            |
| Pedroni Giger Malvano Widmer 90’ | Marcatori | Boiocchi Franziosi Varisco |

| Arbitro: | Suter (Milano) |

|           |           |                  |
| Cremonesi | Marcatori | 15’ Widmer Rizzi |

#### Girone Finale
| Arbitro: | Calì (Genova) |

|                        |           |         |
| Bugnion 80’ 88’ (rig.) | Marcatori | Pedroni |

| Arbitro: | Meazza (Milano) |

|                      |           |              |
| Donna 55’ Armano 65’ | Marcatori | 42’ Trerè II |

| Milano 8 aprile 1906 Girone Finale - 5ª partita | Milan           | 2 – 0 (tav.) referto | Genoa | Campo Milan di Porta Monforte\| Arbitro: \| Meazza (Milano) \| |
| Arbitro:                                        | Meazza (Milano) |                      |       |                                                                |

| Arbitro: | Calì (Genova) |

|           |           |  |
| Rizzi 30’ | Marcatori |  |

| Torino 29 aprile 1906 Spareggio | Juventus       | 0 – 0 (d.t.s.) referto | Milan | Velodromo Umberto I\| Arbitro: \| Suter (Milano) \| |
| Arbitro:                        | Suter (Milano) |                        |       |                                                     |

| Milano 6 maggio 1906, ore 15:00 CET Ripetizione Spareggio | Milan          | 2 – 0 (tav.) referto | Juventus | Campo di Via Comasina\| Arbitro: \| Suter (Milano) \| |
| Arbitro:                                                  | Suter (Milano) |                      |          |                                                       |

### Torneo FGNI

#### Finale
| Arbitro: | Bosisio (Milano) |

|   |           |  |
| ? | Marcatori |  |

### Palla Dapples

#### Finale
| Arbitro: | Bosisio (Milano) |

|   |           |  |
| ? | Marcatori |  |

| Arbitro: | Suter (Milano) |

|                         |           |  |
| Widmer 9’ Pedroni 20’ ? | Marcatori |  |

| Arbitro: | Recalcati (Milano) |

|   |           |                 |
| ? | Marcatori | Bollinger Donna |

### Coppa Lombardia

#### Finale
| Arbitro: | Bosisio (Milano) |

|  |           |                                  |
|  | Marcatori | Trerè Pedroni Giger Rizzi Piazza |

## Statistiche

### Statistiche di squadra
| Competizione    | Punti | In casa | In casa | In casa | In casa | In casa | In casa | In trasferta | In trasferta | In trasferta | In trasferta | In trasferta | In trasferta | Totale | Totale | Totale | Totale | Totale | Totale | DR  |
| Competizione    | Punti | G       | V       | N       | P       | Gf      | Gs      | G            | V            | N            | P            | Gf           | Gs           | G      | V      | N      | P      | Gf     | Gs     | DR  |
| --------------- | ----- | ------- | ------- | ------- | ------- | ------- | ------- | ------------ | ------------ | ------------ | ------------ | ------------ | ------------ | ------ | ------ | ------ | ------ | ------ | ------ | --- |
| Prima Categoria | 5     | 4       | 4       | 0       | 0       | 9       | 3       | 4            | 1            | 2            | 1            | 5            | 5            | 8      | 5      | 2      | 1      | 14     | 8      | +6  |
| Torneo FGNI     | -     | 1       | 1       | 0       | 0       | 5       | 0       | 0            | 0            | 0            | 0            | 0            | 0            | 1      | 1      | 0      | 0      | 5      | 0      | +5  |
| Palla Dapples   | -     | 3       | 3       | 0       | 0       | 11      | 2       | 0            | 0            | 0            | 0            | 0            | 0            | 3      | 3      | 0      | 0      | 11     | 2      | +9  |
| Coppa Lombardia | -     | 0       | 0       | 0       | 0       | 0       | 0       | 1            | 1            | 0            | 0            | 20           | 0            | 1      | 1      | 0      | 0      | 20     | 0      | +20 |
| Totale          | 5     | 8       | 8       | 0       | 0       | 25      | 5       | 5            | 2            | 2            | 1            | 25           | 5            | 13     | 10     | 2      | 1      | 50     | 10     | +40 |

### Statistiche dei giocatori
| Giocatore       | Prima Categoria | Prima Categoria |
| Giocatore       | Presenze        | Reti            |
| --------------- | --------------- | --------------- |
| A. Bosshard     | 6               | 0               |
| G. Camperio     | 0               | 0               |
| A. Colombo      | 3               | 0               |
| G. Colombo      | 1               | 0               |
| G. Ermolli      | 0               | 0               |
| O. J. Giger     | 6               | 1               |
| H. M. Heuberger | 6               | 0               |
| H. Kilpin       | 6               | 0               |
| F. M. Knoote    | 2               | -2              |
| U. Malvano      | 4               | 1               |
| A. Meschia      | 2               | 0               |
| G. Moda I       | 4               | 0               |
| G. Pedroni      | 6               | 3               |
| G. Radice       | 0               | 0               |
| G. Rizzi        | 5               | 2               |
| A. Sala         | 1               | 0               |
| A. Trerè I      | 3               | 0               |
| A. Trerè II     | 6               | -6; 1           |
| E. Widmer       | 5               | 2               |